# ローラン・ンクンダ
ローラン・ンクンダ・マホロ・バトワレ（Laurent Nkunda Mahoro Batware, 1967年2月2日 - ）はコンゴ民主共和国の反政府勢力の指導者、元ルワンダ愛国戦線兵士、コンゴ軍将校。
ンクンダの生い立ちは不明であるが、旅券情報ではルツル生まれとされている。ルワンダ紛争期にルワンダで心理学を学んでいたとされ、ルワンダ愛国戦線に参加し、自らをツチと名乗る様になった。モブツ・セセ・セコが打倒された第一次コンゴ戦争でローラン＝デジレ・カビラを支援するコンゴ・ザイール解放民主勢力連合 (AFDL) に加わった。
1998年2月にウガンダとルワンダの支援の元でバニャムレンゲ勢力などがキヴで蜂起しコンゴ民主連合 (RCD) を結成するとンクンダもこれに加わった。RCDの分裂の際にはルワンダの支援するゴマ派に組し北キヴ地方を支配下においてコルタンなどを略奪した。ローラン・カビラの暗殺後、第二次コンゴ戦争の和平協定に従い、2003年にはコンゴ暫定政府軍に合流し、2004年には将軍となり第81旅団と第83旅団の2つの旅団がその指揮下に置かれた。ンクンダはすぐにマシシの森に潜伏して反政府活動を再開し、5月にはブカヴを占領した。2004年11月にはルワンダ軍の侵入も報告されている。2005年には国際連合安全保障理事会決議第1596に基づく制裁委員会により、「コンゴ民主共和国に対する武器禁輸措置等に違反した者等」の内の1人として「資産凍結等の措置の対象」とされた。2006年にはアムネスティ・インターナショナルが少年兵の問題を報告している。
2008年1月23日には和平協定に合意したものの、2008年10月にはコルタンの採掘権を中華人民共和国に売却したジョゼフ・カビラを「腐敗している」などと主張して人民防衛国民会議 (CNDP) を率いてルマンガボの政府軍基地を奪取し、ゴマに向けて侵攻した。ンクンダは停戦を宣言したが戦闘は継続しており、11月8日にはゴマの北約70kmのキワンジャでのンクンダ軍による虐殺が報告された 。
2009年1月19日、CNDPのボスコ・ンタガンダ参謀長が、戦争犯罪等の罪を問わないことを条件に、政府軍に投降。側近の裏切りは、ンクンダにとって打撃となった。
同年1月23日、ルワンダ政府により、ンクンダは同国領内にて逮捕された。現在は指揮下にある兵士約1500名の動向が注視されている。
。